# Mourir (ça n'existe pas)
Mourir (ça n'existe pas) est une bande dessinée de Théa Rojzman sortie en 2015, éditée par La Boîte à bulles. Le livre est dédié à sa fille Hannah.

## Résumé
Yann, jeune enfant qui a de nombreux amis imaginaires, vit avec son père et une mère fragile qui ne cesse de dire qu'ils mourront tous. Quelques années après leur mort, il tente de se suicider, et la perte de conscience durant sa noyade le fait rencontrer ses parents enfants, et revoir le déroulement de sa vie comme dans un film.

## Nominations et récompenses
Ce livre a reçu la mention spéciale du prix Artémisia en 2016.

## Critiques
Mourir (ça n'existe pas) a été conseillé par le magazine Causette.
Pour Planète BD, c'est « un récit touchant, mais fort peu jovial ».
Pour ActuaBD, Mourir (ça n’existe pas)  « cherche à comprendre les mécanismes psychologiques des deux grandes questions : l’amour et la mort ».
Pour la Cité internationale de la bande dessinée et de l'image, c'est « un album pictural et singulier, grave et drôle, explorant le thème de la mort et de la vie ».
Pour Le Devoir, « récit torturé et torturant placé au cœur de la transmission d’un traumatisme ».

## Récompense
- 2016 : Prix Artémisia, mention spéciale[8]